# Išme-Dagan Ier
Išme-Dagan Ier (ou Ishme-Dagan Ier) est un roi de la dynastie d'Ekallatum, qui gouverne aussi la cité d'Assur, sur la période qui va d'environ 1775 à 1735 av. J.-C. (chronologie moyenne).

## Biographie
Il était le fils de Shamsi-Adad Ier d'Ekallâtum sous le règne duquel il fut vice-roi d'Ekallâtum. À la mort de son père, il hérita de l'Assyrie tandis que son frère Yasmah-Addu fut roi de Mari.
Il participa en 1762 av. J.-C. à une coalition contre Hammurabi de Babylone qui le vainquit. Après une nouvelle défaite vers 1753 av. J.-C., il ne fut plus qu'un vassal d'Hammurabi.